# Florian Eglin

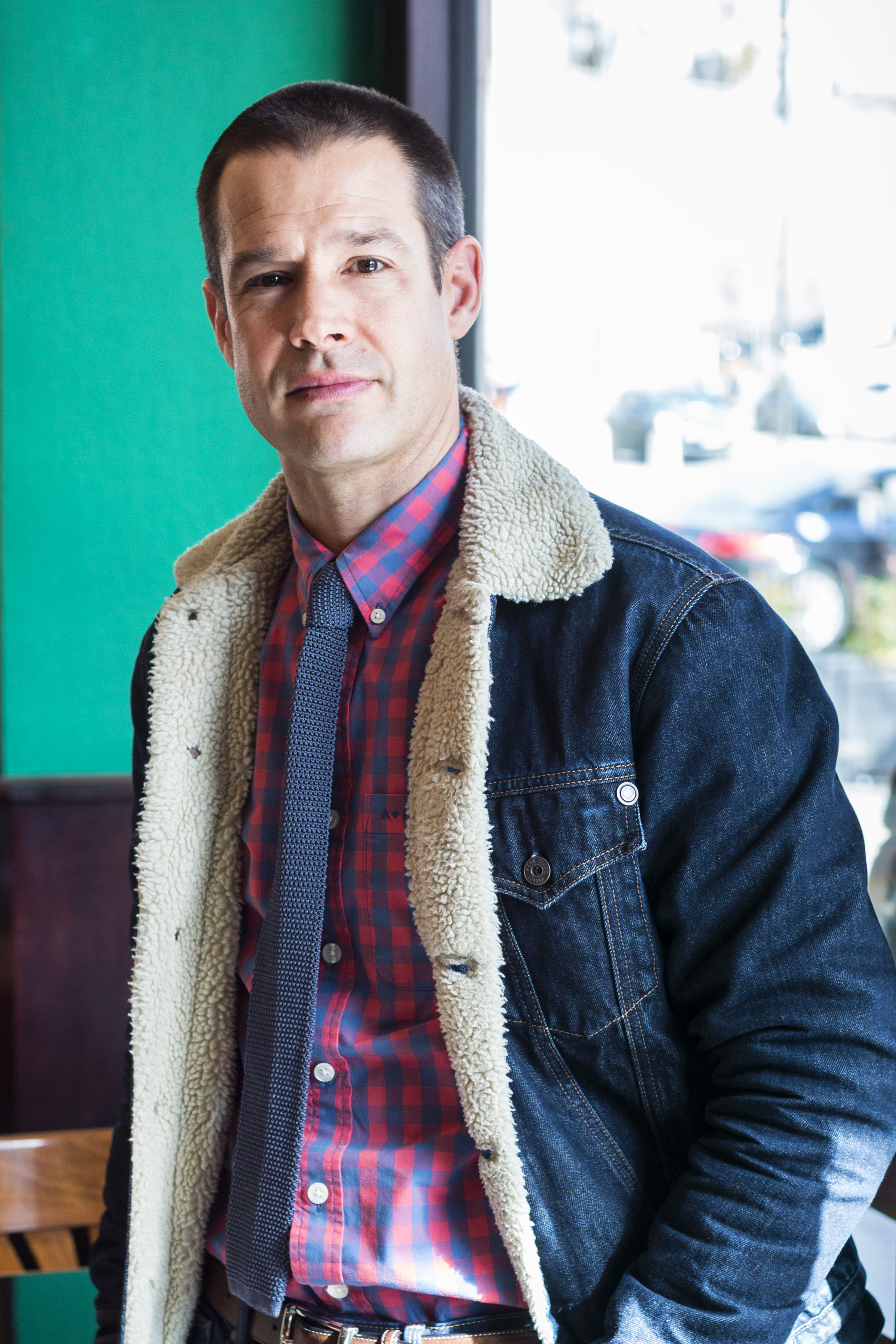
Florian Eglin

Florian Eglin (*  7. Dezember 1974 in Genf) ist ein Schweizer Schriftsteller. Er studierte Romanistik an der Universität Genf und arbeitet als Lehrer für Französisch am Cycle d’orientation in Carouge.

## Auszeichnungen
- 2016: Preis des Salon du livre et de la presse de Genève
- 2018: Plume d’or der Société Genevoise des Ecrivains

## Werke
- Cette malédiction qui ne tombe finalement pas si mal. Roman brutal et improbable, Genève 2013
- Solal Aronowicz. Une résistance à toute épreuve... faut-il s’en réjouir pour autant?, Genève 2014
- Solal Aronowicz. Holocauste, Genève 2015
- Ciao connard. Un conte qui décompte, Paris 2016
- Il prononcera ton nom. Mystère contemporain, Genève 2019
- En pleine lumière, Lausanne 2019
- Représailles, Genève 2020
- RING, Lausanne 2021